# Мадрано-Канцолино (Тренто)
Мадрано-Канцолино је насеље у Италији у округу Тренто, региону Трентино-Јужни Тирол.
Према процени из 2011. у насељу је живело 1113 становника. Насеље се налази на надморској висини од 543 м.